# Nathan Milstein
Nathan Mironovich Milstein (13. ledna 1904 Oděsa – 21. prosince 1992 Londýn) byl americký houslista židovského původu narozený na Ukrajině, jež byla tehdy součástí Ruského impéria. Bývá označován za jednoho z nejlepších houslistů 20. století. Proslul interpretacemi Bachovy a romantické hudby. Veřejně vystupoval až do svých 82 let, kariéru ukončil po zlomenině ruky.

## Život
Milstein se narodil jako čtvrté dítě ze sedmi, do židovské rodiny ze střední třídy, bez hudební tradice. V sedmi letech začal studovat hru na housle u významného houslového pedagoga Petra Stoljarského (rovněž učitele Davida Oistracha). Když mu bylo jedenáct, Leopold Auer ho pozval, aby se stal jedním z jeho studentů na konzervatoři v Petrohradě.
Milstein se v roce 1921 setkal s klavíristou Vladimirem Horowitzem. Horowitz ho pozval na čaj ke svým rodičům v Kyjevě, u kterých pak žil tři následující roky. Milstein a Horowitz navázali celoživotní přátelství. Vystupovali společně jako „děti revoluce“ po celém Sovětském svazu. V roce 1925 společně vyrazili na koncertní turné po západní Evropě. Oba se již do SSSR nevrátili a oba se nakonec usadili ve Spojených státech. V roce 1926 Milstein krátce studoval u Eugèna Ysaÿe v Belgii. V roce 1929 debutoval v Americe, pod vedením Leopolda Stokowského s Philadelphia Orchestra. Nakonec se usadil v New Yorku a stal se americkým občanem. Udržoval si však byt i v Londýně a Paříži.
Sám si upravoval různé skladby a vymýšlel vlastní kadence, jednou z jeho nejznámějších skladeb je Paganiniana, soubor variací na různá témata z děl Niccola Paganiniho. Byl posedlý dokonalým artikulováním každé noty. V roce 1945 získal stradivárky z roku 1716, které pak používal do konce života.
V roce 1968 Milstein získal francouzský Řád čestné legie (Légion d'honneur) a v roce 1975 obdržel cenu Grammy za nahrávku Bachových skladeb.
Jeho posledním vystoupením byl recitál ve Stockholmu v červenci 1986. V té době vydal také svou autobiografii Z Ruska na Západ. Milstein byl dvakrát ženatý a zůstal ženatý se svou druhou manželkou Therese až do své smrti. Zemřel na infarkt v Londýně, 23 dní před 89. narozeninami.